# Faràndula d'Argelaguer
La Faràndula d'Argelaguer és una tradició local que va començar el 1984 amb la creació del capgròs de l'Hereu, seguit de la Pubilla (1986), per animar les festes del poble. El 1996 es va afegir En Toni del Porró i, l'any següent, el gegant Màssio, representant un moliner. Altres figures inclouen Gervasi Cassoles (1997), Santanàs (2001), i Argeriç (2008), un capgròs que escup aigua. El 2013 es van crear els Burrets, amb el seu Ball Parlat, i la figura es va estrenar el 2014.